# Oude Diepje

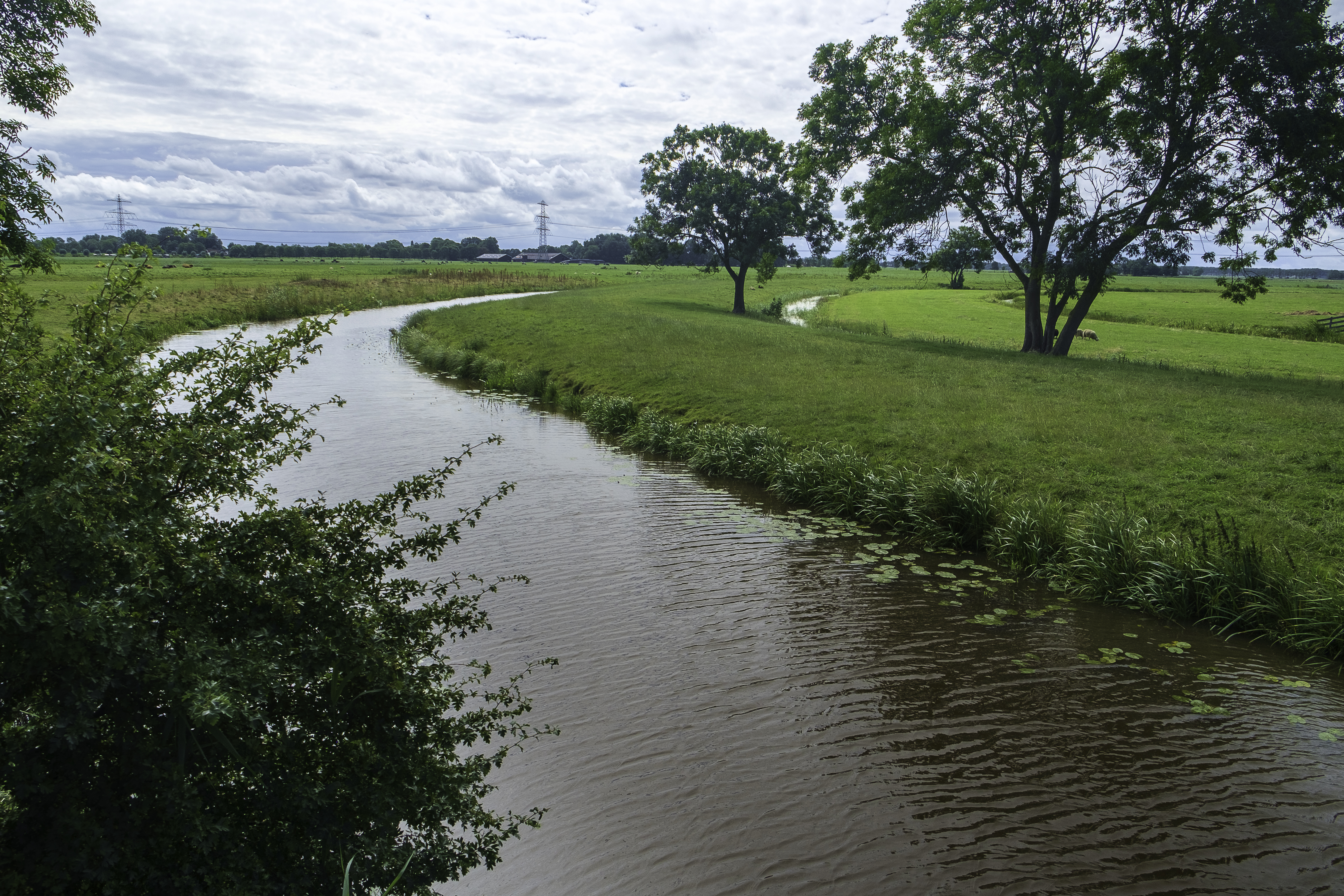
Het Oude Diepje gezien in zuidoostelijke richting vanaf de Uiterdijkstil tussen Groot Wetsinge en De Raken

Het Oude Diepje, vroeger ook De Raken of Oude Reitdiep genoemd, is een waterloopje in de Nederlandse provincie Groningen, gelegen ten oosten van het Reitdiep. Het heeft een lengte van ongeveer 10 kilometer.
Tot begin 17e eeuw vormde het Oude Diepje onderdeel van het Reitdiep. Dit stuk van het Reitdiep bestond uit een vijftal meanders (eerder werd al een meander bij Schilligeham doorsneden) en kostte de scheepvaart van en naar de stad Groningen daardoor veel tijd. Tevens zorgde de voortdurende verzanding voor veel onderhoud. Besloten werd daarop om het Garnwerder Rak langs het dorp Garnwerd te graven om zo het hele stuk af te snijden. Dit kanaal kwam gereed in 1629; 6 jaar nadat de Swalvebocht bij De Kampen al was afgesneden. De afsnijdingen leverden de zeilende binnenschippers een tijdwinst van 2 of 3 dagen op (bronnen geven verschillende aantallen dagen). Halverwege de vroegere meanders werd vervolgens een dam gelegd, zodat het van beide zijden af langzaam kon dichtslibben. Voor de ontwatering van de percelen erlangs werd echter een tochtsloot opengehouden; het Oude Diepje. Het Oude Diepje kreeg voor de afwatering aan het noord- en zuideinde bij het Reitdiep een pomp: de Noorderpomp en de Zuiderpomp. In 1640 waren de eens grote meanders omgevormd tot de huidige waterloop. Omdat dit gebied grotendeels voor ruilverkaveling gespaard is gebleven is de oude loop van het Reitdiep nog goed in het landschap en op kaarten zichtbaar. Het Oude Diepje heeft het aanzien van een beekdal als gevolg van eeuwenlange opslibbing van grond in de tijd dat het nog onderdeel vormde van het Reitdiep. De grond slibde hier op plekken op tot wel 2 meter.
Het gebied tussen het Garnwerder Rak en het Oude Diepje, waarin de gehuchten Alinghuizen, Klein Garnwerd en De Raken liggen, wordt ook wel De Hoek of Winsumerhoek (vroeger Garnwerderhoek) genoemd. Dit gebied bleef na de afdamming onderdeel van het kerspel Garnwerd, waarmee het was verbonden door een schouw (pontje). Na 1630 werd echter wel een weg naar Winsum aangelegd. Uiteindelijk werd dit gebiedje in 1810 door de Franse hertog Charles-François Lebrun bij de gemeente Winsum gevoegd. Tegenwoordig liggen beide oevers van het Oude Diepje in de gemeente Het Hogeland. 

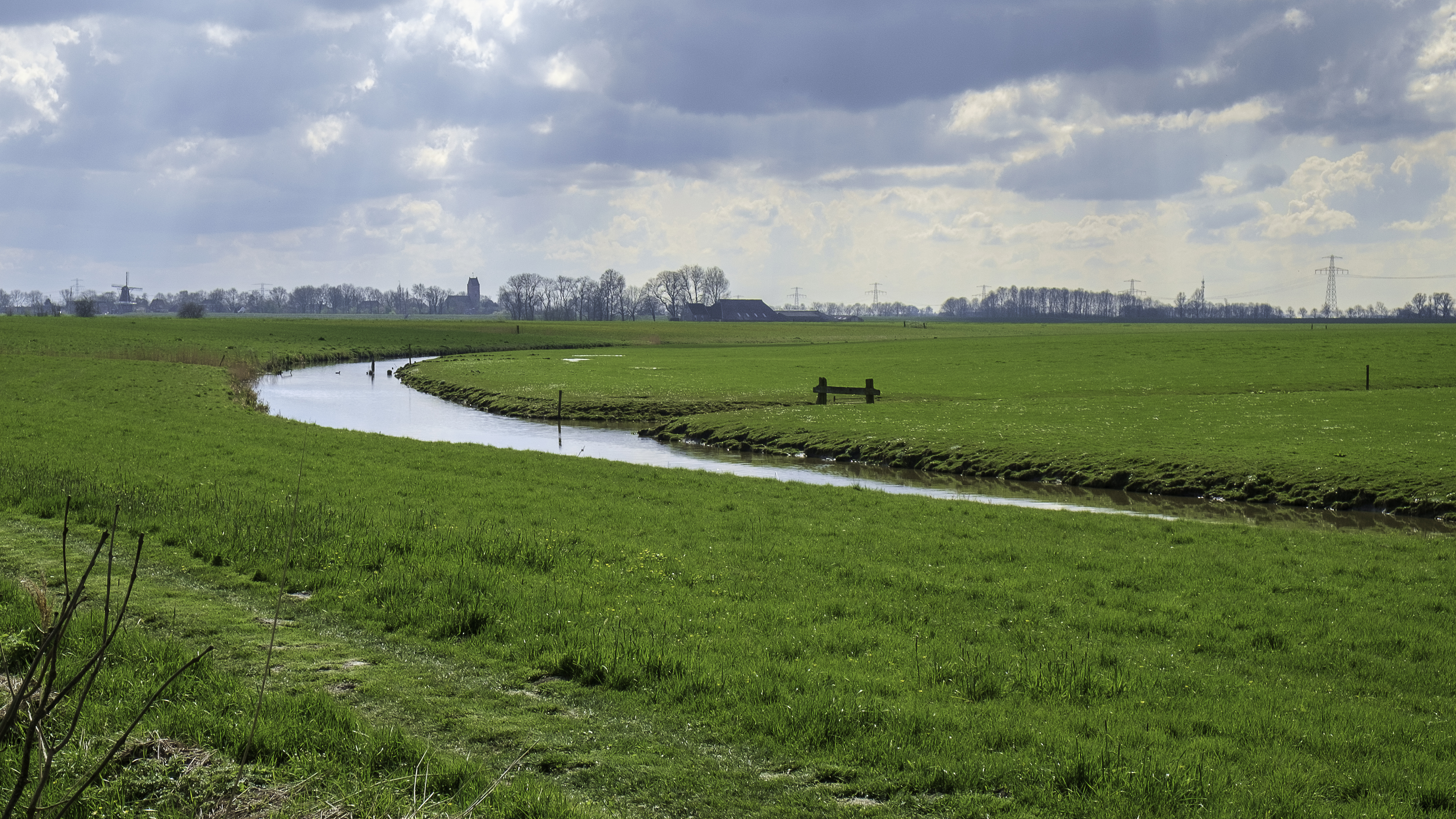
Oude Diepje nabij Alinghuizen
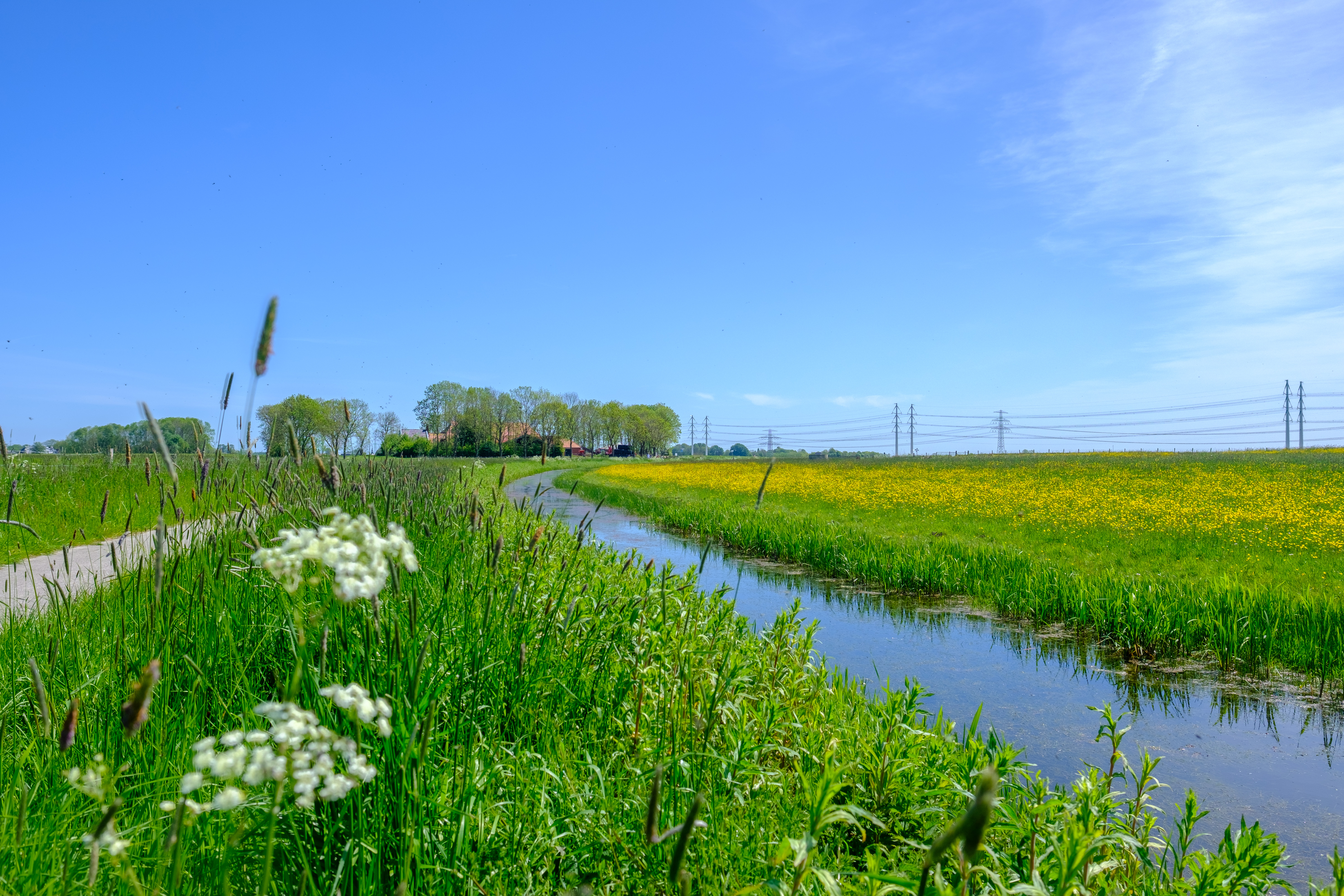
Aan westzijde van De Raken gezien vanuit het westen
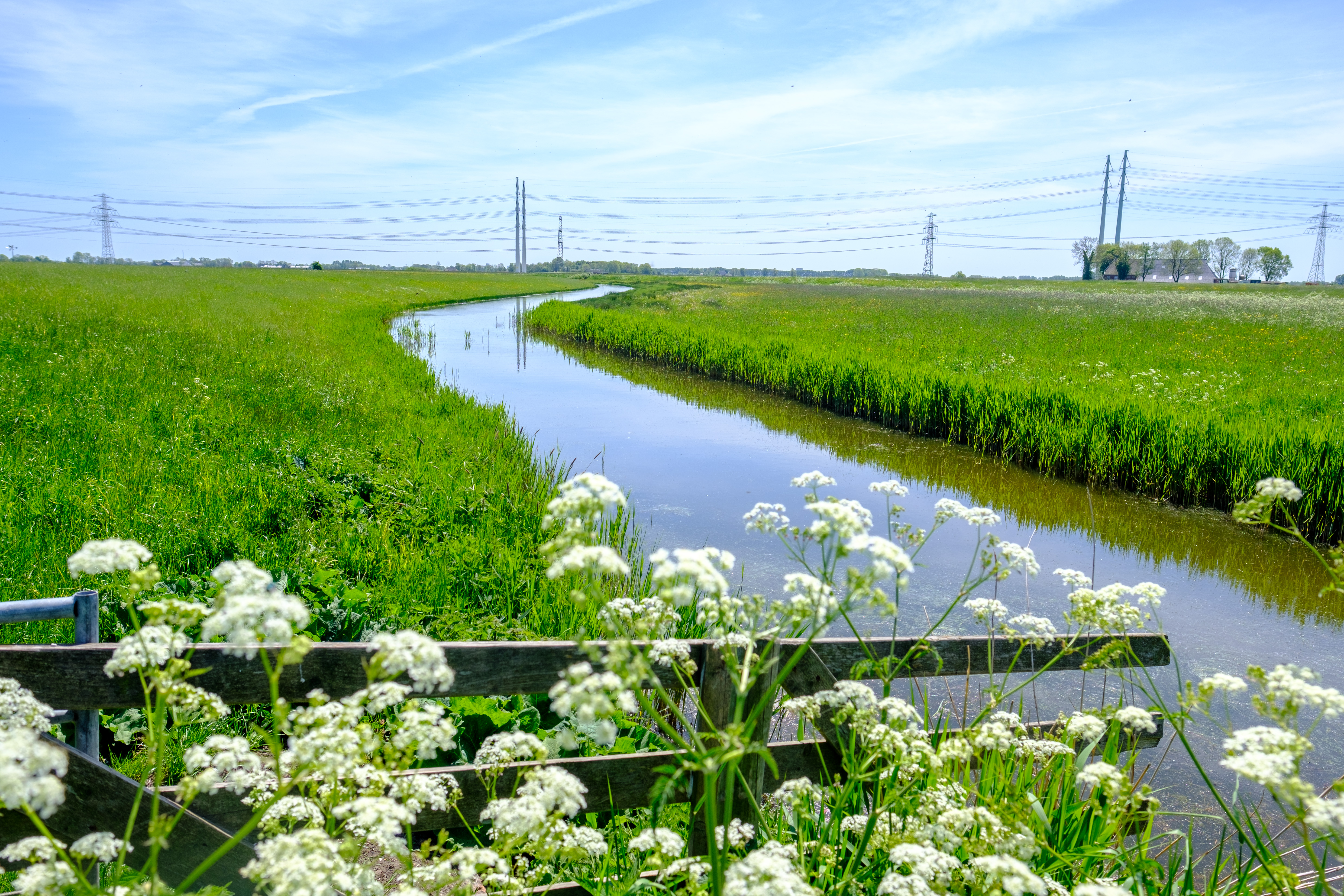
Aan zuidzijde van De Raken